# نظام نباتي جايني

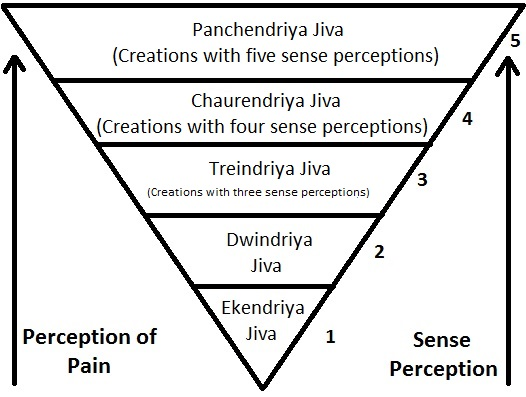
تعتمد اختيارات الطعام لدى الجاينيين على قيمة أهيمسا (عدم العنف)، مما يعني أن الجاينيين يفضلون الطعام الذي يسبب أقل قدر من العنف.

النظام النباتي الجايني (بالإنجليزية: Jain vegetarianism)‏ هو أحد أكثر أشكال الأنظمة الغذائية الروحية صرامة في شبه القارة الهندية وخارجها، يُمارسه أتباع الثقافة والفلسفة الجاينية. المطبخ الجيني نباتي بالكامل ويستبعد الخضروات الجذرية والخضراوات الجوفية مثل البطاطس والثوم والبصل وما إلى ذلك، لمنع إصابة الحشرات الصغيرة والكائنات الحية الدقيقة. ويساعد النظام الغذائي أيضًا على منع اقتلاع النبات بأكمله وقتله. يمارسه الزاهدين الجاينيين والعلمانيين الجاينيين.
الاعتراضات على أكل اللحوم، والأسماك، والبيض تستند إلى مبدأ لاعنف (أهيمسا، بمعنى "عدم الإيذاء"). كل فعل يدعم الشخص من خلاله القتل أو الإيذاء بشكل مباشر أو غير مباشر يُعتبر عملاً من أعمال العنف (Himsa)، الذي ينتج عنه رد فعل ضار للكارما. الهدف من أهيمسا هو منع تراكم مثل هذه الكارما. مدى تطبيق هذا الهدف يختلف كثيرًا بين الهندوس، البوذيين، والجاينيين. يؤمن الجاينيون بأن اللاعنف هو أهم واجب ديني للجميع (Ahinsā Paramo Dharmaḥ، عبارة تُنقش غالبًا على معابد الجاينيين). يعتبر اللاعنف شرطًا لا غنى عنه للتحرر من دورة تناسخ الأرواح، الذي يمثل الهدف الأسمى لجميع أنشطة الجاينيين. يشارك الجاينيون هذا الهدف مع الهندوس والبوذيين، لكن نهجهم أكثر صرامة وشمولية. الطريقة الدقيقة والشاملة التي يطبقون بها اللاعنف على الأنشطة اليومية، وخاصة في الطعام، تشكل حياتهم بأكملها وتعد السمة الأبرز لهوية الجاينيين. تأثير جانبي لهذا الانضباط الصارم هو ممارسة الزهد، الذي يُشجع عليه بقوة في الجينية سواء للعامة أو للرهبان والراهبات. من بين الأنواع الخمسة للكائنات الحية، يُحظر على رب الأسرة قتل أو تدمير، عمدًا، أي كائن عدا الأقل (الكائن الحي ذو الإحساس الواحد، مثل الخضروات، الأعشاب، الحبوب، إلخ، التي تمتلك فقط حاسة اللمس).

## الممارسة
بالنسبة للجاينيين، فإن نباتيو الألبان أمر إلزامي. في عام 2021، وُجد أن 92% من الجاينيين الذين يعرفون أنفسهم في الهند يلتزمون بنوع من الأنظمة الغذائية النباتية، و5% آخرون يحاولون اتباع نظام غذائي نباتي غالبًا بالامتناع عن أنواع معينة من اللحوم أو الامتناع عن أكل اللحوم في أيام معينة. في سياق الجينية، ينبع النباتية تاريخيًا من هدف تقليل العنف لجميع الكائنات. كنتيجة منطقية لهذا، يتبنى العديد من الجاينيين خضرية بسبب المعاناة الشديدة للحيوانات الحلوب، وإجبارها على الحمل، وذبحها في معظم الحالات. يُقتصر الطعام على ما يأتي من النباتات، لأن النباتات تمتلك حاسة واحدة فقط (Ekindriya) وهي الشكل الأقل تطورًا من الحياة. المنتجات الحيوانية واللحوم أو أي طعام يحتوي على جسيمات من أجسام الحيوانات الميتة أو البيض غير مقبولة. بعض علماء الجينية والنشطاء يدعمون الخضار لأنهم يؤمنون بأن الإنتاج الحديث للمنتجات الحيوانية ينطوي على عنف ضد حيوانات المزارع. وفقًا لنصوص الجينية، يجب على شرواكا (رب الأسرة) الامتناع عن استهلاك Maha-Vigai الأربعة (الانحرافات الأربعة): الخمر، واللحم، والزبدة، والعسل؛ وخمسة Udumbara الفواكه (أشجار Udumbara الخمسة هي الجولار ‏، تين، تين بنغالي، أثأب الهند، وتين أخضر، وجميعها تنتمي إلى التين). وأخيرًا، يجب على الجاينيين الامتناع عن أي طعام أو شراب يحتوي على منتجات أو لحوم حيوانية. هناك سوء فهم شائع بأن الجاينيين لا يمكنهم أكل الأطعمة أو المنتجات التي على شكل حيوانات. طالما أن الأطعمة لا تحتوي على منتجات أو لحوم حيوانية، يمكن استهلاك الأطعمة ذات الشكل الحيواني دون الخوف من ارتكاب خطيئة.
يذهب الجاينيون إلى أبعد الحدود لتجنب إيذاء حتى الحشرات الصغيرة والكائنات الدقيقة الأخرى، لأنهم يعتقدون أن الأذى الناتج عن الإهمال لا يقل شناعة عن الأذى الناتج عن الفعل المتعمد. لذلك، يبذلون جهودًا كبيرة لضمان عدم إيذاء أي كائنات دقيقة أثناء تحضير الطعام أو أثناء الأكل والشرب.
تقليديًا، كان يُحظر على الجاينيين شرب الماء غير المصفى. في الماضي، عندما كانت تُستخدم الآبار المدرجة كمصدر للمياه، كان يتم استخدام قطعة قماش للتصفية، ويُعاد بعض الماء المصفى إلى المصدر الأصلي لإعادة الكائنات الحية الدقيقة إليه. هذه الممارسة المسماة جيفاني أو بيلشافاني لم تعد ممكنة بسبب استخدام الأنابيب لتوصيل المياه. قد يقوم الجاينيون في العصر الحديث بتصفية مياه الصنبور بالطريقة التقليدية، ويواصل البعض استخدام هذه الطريقة حتى مع المياه المعبأة تجاريًا.
يبذل الجاينيون جهودًا كبيرة لعدم إيذاء النباتات في الحياة اليومية قدر الإمكان. يقبلون هذا العنف فقط بقدر ما هو ضروري لبقاء الإنسان، وهناك تعليمات خاصة لمنع العنف غير الضروري ضد النباتات. لا يأكل الجاينيون المتشددون الخضراوات الجذرية مثل البطاطس والبصل والجذور والدرنات، لأنها تُعتبر أنانثكاي.  وتعني أنانثكاي "جسد واحد ولكنه يحتوي على حياة لا تُحصى". تُعتبر الخضروات الجذرية، مثل البطاطس، وكأنها تحتوي على حياة لا تُحصى. كما أن أشكال الحياة الدقيقة تُصاب بالأذى عند اقتلاع النبات، ويُعتبر المصباح كائنًا حيًا لأنه قادر على الإنبات. بالإضافة إلى ذلك، يتطلب استهلاك معظم الخضروات الجذرية اقتلاع النبات بأكمله وقتله، في حين أن استهلاك معظم الخضروات الأرضية لا يؤدي إلى قتل النبات (لأنه يواصل العيش بعد قطف الخضروات أو كان من المفترض أن يذبل موسميًا). من بين الجاينيين الهنود، أفاد 67% أنهم يمتنعون عن أكل الخضروات الجذرية.
الخضروات الخضراء والفواكه تحتوي على حياة لا تُحصى، بينما تحتوي البقوليات الجافة، العدس، الحبوب، المكسرات والبذور على عدد محدود من الحياة، مما يؤدي استهلاكها إلى أقل تدمير ممكن للحياة.
يُحظر الفطر والفطريات والخميرة لأنها تنمو في بيئات غير صحية وقد تؤوي أشكال حياة أخرى.
العسل ممنوع لأنه يتطلب جمعه العنف ضد النحل.
تعلن النصوص الجينية أن شرواكا لا يجب أن يطهو أو يأكل في الليل. وفقًا لكتاب Purushartha Siddhyupaya لأشاريا أميتشاندا:
وكيف يمكن لمن يأكل الطعام دون ضوء الشمس، حتى لو أُشعل مصباح، أن يتجنب هيمسا الكائنات الدقيقة التي تدخل في الطعام؟— Puruşārthasiddhyupāya (133)
لا يستهلك الجاينيون المتشددون الطعام الذي تم تخزينه طوال الليل لأنه يحتوي على تركيز أعلى من الكائنات الدقيقة (مثل البكتيريا، الخميرة، إلخ) مقارنة بالطعام الذي يُحضر ويُستهلك في نفس اليوم. لذلك، لا يستهلكون الزبادي أو عجين dhokla وإدلي إلا إذا أُعدت طازجة في نفس اليوم.
في أيام معينة من الشهر وخلال المناسبات الدينية المهمة مثل Paryushana وAyambil، يتجنب الجاينيون المتشددون تناول الخضروات الورقية الخضراء بالإضافة إلى القيود المعتادة على الخضروات الجذرية.
لا يستهلك الجاينيون الأطعمة المخمرة (مثل الجعة، النبيذ والكحوليات الأخرى) لتجنب قتل عدد كبير من الكائنات الدقيقة المرتبطة بعملية التخمير.
يمكن للجاينيين مع ذلك استهلاك مستخلص الفانيليا، حيث يتم تبخر الكمية الصغيرة جدًا من الكحول الموجودة في المستخلص تمامًا أثناء عملية الطهي. بالإضافة إلى ذلك، تحتوي بعض العصائر (مثل عصير التفاح وعصير البرتقال)، الخبز/الدقيق (من خلال إنزيم الأميلاجلوكوزيداز وخميرة ساكارومايسيس سيريفيسياي) وأجزاء من بعض الفواكه عند نضوجها (مثل الموز أثناء اصفراره، الكرز، والكمثرى) على كمية صغيرة جدًا من الكحول الناتج عن سكريات الفركتوز، السكروز، والجلوكوز، وهي مشابهة لمستخلص الفانيليا (ويمكن استهلاكها من قبل الجاينيين الصارمين) [reference, jaina.org].
وفقًا لـPuruṣārthasiddhyupāya:
النبيذ يضلل العقل والشخص المضلل يميل إلى نسيان التقوى؛ والشخص الذي ينسى التقوى يرتكب هيمسا دون تردد.— Puruşārthasiddhyupāya (62)
إلى جانب الامتناع التام عن استهلاك أنواع معينة من الطعام وتقييد الأطعمة التي تحتوي على العديد من الكائنات الدقيقة، الجاينية هي أيضًا مكون مهم من مكونات الممارسات الغذائية الجينية، وهوية الجاينيين وثقافتهم. ومع ذلك، الصيام الجيني ‏ موجود بأشكال متعددة، ويمكن أن تؤثر القدرة والوضع الاجتماعي على ممارسة الصيام إلى حد ما. في الهند، أفاد 84% من الجاينيين أنهم يمارسون نوعًا من الصيام.

## التأثير على المأكولات النباتية في الهند
تأثرت المأكولات النباتية في بعض مناطق شبه القارة الهندية بشكل كبير بالجاينية. وتشمل هذه:
- Gujarati Jain المأكولات الجينية الغوجاراتية[47]
- Marwari Jain مأكولات مارواري الجينية في راجستان
- Bundelkhandi Jain مأكولات بوندلكاندي الجينية في وسط الهند
- Agrawal Jain مأكولات أغروال الجينية في دلهي وأوتار براديش
- Marathi Jain مأكولات ماراثي الجينية في جنوب ماهاراشترا
- Jain Bunt مأكولات جين بانت في كارناتاكا
- Kannada Jains مأكولات جين كنادا في كارناتاكا
- Tamil Jain مأكولات الجاينيين التاميل في المناطق الشمالية من تاميل نادو.

في الهند، يُعتبر الطعام النباتي مناسبًا للجميع ولجميع المناسبات، مما يجعل المطاعم النباتية شائعة جدًا. تدير الجينيون العديد من المطاعم النباتية ومتاجر الحلويات (ميشتانا) - مثل Ghantewala للحلويات في دلهي وجامنا ميثيا في ساجار.
تقدم بعض المطاعم في الهند نسخًا جينية من الأطباق النباتية التي لا تحتوي على الجزر، البطاطس، البصل والثوم. كما تقدم بعض شركات الطيران أطباقًا نباتية جينية بناءً على طلب مسبق.
وفقًا لاستطلاعات الرأي للجاينيين الهنود الذين عرّفوا عن أنفسهم كأشخاص نباتيين، أشار 92% إلى أنهم لن يوافقوا على تناول الطعام في مطعم لا يقدم طعامًا نباتيًا حصريًا، و89% أشاروا إلى أنهم لن يوافقوا على تناول الطعام في منزل صديق/معارف ليس نباتيًا أيضًا.

## الخلفية التاريخية
عندما قام ماهافيرا بإحياء وإعادة تنظيم المجتمع الجايني في القرن السادس قبل الميلاد، كانت "الأهيمسا" (اللاعنف) بالفعل قاعدة راسخة ويتم الالتزام بها بشكل صارم.
يُعتبر بارشفاناث، وهو تيرثنكار يُعتبر شخصية تاريخية وفقًا للمؤرخين الغربيين المعاصرين، قد عاش في القرن الثامن قبل الميلاد تقريبًا. أسس بارشفاناث مجتمعًا انتمى إليه والدا ماهافيرا. 
تعهد أتباع بارشفاناث بالالتزام بـ"الأهيمسا"، وكانت هذه المسؤولية جزءًا من caujjama dhamma (الضبط الرباعي).
في زمن ماهافيرا وفي القرون التالية، انتقد الجاينيون البوذيين وأتباع الديانة الفيدية أو الهندوسية بسبب الإهمال والتناقض في تطبيق الأهيمسا. وعلى وجه الخصوص، اعترضوا بشدة على التقاليد الفيدية التي تضمنت القرابين الحيوانية والتي أعقبها تناول اللحوم، وكذلك على ممارسة الصيد.
وفقًا للنص الشهير الأدب التاميلي Tirukkuṛaḷ، الذي يعتبره بعض العلماء عملًا جاينيًا:
إذا لم يشترِ العالم اللحم ويستهلكه، فلن يقوم أحد بذبح الحيوانات وعرض اللحم للبيع. (Kural 256)
كان بعض البراهمة—مثل كشميري بانديت وبراهمة البنغال—يتناولون اللحوم (خاصة المأكولات البحرية). ومع ذلك، في المناطق التي كان للجاينية تأثير قوي فيها مثل راجستان وغوجارات، أو حيث كان لها تأثير قوي في الماضي مثل كارناتاكا وتاميل نادو، فإن البراهمة يتبعون نظامًا نباتيًا صارمًا. وصف بال جانجادهار تيلاك الجاينية بأنها أصل مبدأ اللاعنف. وكتب في رسالة:
في العصور القديمة، كانت الحيوانات تُذبح بأعداد لا تُحصى في التضحيات. الأدلة على ذلك موجودة في أعمال شعرية متنوعة مثل "ميغاداتا". لكن الفضل في اختفاء هذه المذبحة الرهيبة من الديانة البراهمانية يعود إلى الجاينية. 

### الهوامش
1. ↑  Natubhai Shah 2004، صفحة 249.
2. ↑  Laidlaw 1995، صفحات 26–30.
3. ↑  Laidlaw 1995، صفحات 191–195.
4. 1 2  Dundas 2002، صفحة 160.
5. ↑  Wiley 2006، صفحة 438.
6. ↑  Laidlaw 1995، صفحات 153–154.
7. ↑  Hemacandra، Yogashastra 2.31.
8. ↑  Laidlaw 1995، صفحات 154–160.
9. ↑  Jindal 1988، صفحة 74–90.
10. ↑  Tähtinen 1976، صفحة 110.
11. ↑  Dundas 2002، صفحات 176–177.
12. ↑  Dundas 2002، صفحات 187–192.
13. ↑  Dundas 2002، صفحات 199–200.
14. ↑  Laidlaw 1995، صفحات 153–159.
15. ↑  Champat Rai Jain 1917، صفحة 79.
16. 1 2 3 4  Corichi، Manolo (8 يوليو 2021). "ثمانية من كل عشرة هنود يحدّون من اللحوم في وجباتهم، وأربعة من كل عشرة يعتبرون أنفسهم نباتيين". Pew Research Center. اطلع عليه بتاريخ 2022-01-31.
17. ↑  Laidlaw 1995، صفحات 166–169.
18. ↑  Tähtinen 1976، صفحة 37.
19. ↑  The Routledge handbook of religion and animal ethics. Linzey, Andrew. Milton Park, Abingdon, Oxon. 2019. ISBN:978-0429489846. OCLC:1056109566.{{استشهاد بكتاب}}:  صيانة الاستشهاد: آخرون (link) صيانة الاستشهاد: مكان بدون ناشر (link)
20. ↑  Evans, Brett (2012). "تقاطع الجينية مع الحركات الأخلاقية المعاصرة: دراسة إثنوغرافية لمجتمع الجاينيين المغتربين". Journal for Undergraduate Ethnography (بالإنجليزية الأمريكية). 2 (2): 21–32. DOI:10.15273/jue.v2i2.8146. ISSN:2369-8721.
21. ↑  "تربية الألبان والعنف (القسوة)". Atmadrarma.com. اطلع عليه بتاريخ 2020-02-08.
22. ↑  Vijay K. Jain 2012، صفحة 44.
23. 1 2  "ماهفير جاينتي 2017: دليل المبتدئين إلى طعام الجاينيين"، إن دي تي في، 9 أبريل 2017، مؤرشف من الأصل في 2017-07-20
24. ↑  Jindal 1988، صفحة 89.
25. ↑  Laidlaw 1995، صفحة 54.
26. ↑  Laidlaw 1995، صفحات 154–155.
27. ↑  Laidlaw 1995، صفحة 180.
28. ↑  Sutrakrtangasutram 1.8.3
29. ↑  Uttaradhyayanasutra 10
30. ↑  Tattvarthasutra 7.8
31. ↑  Dundas 2002، صفحات 161–162.
32. ↑  Granoff 1992، صفحات 32–35.
33. ↑  Sangave 1980، صفحات 260–261.
34. 1 2  Tähtinen 1976، صفحة 109.
35. ↑  Lodha 1990، صفحات 137–141.
36. ↑  Tähtinen 1976، صفحة 105.
37. ↑  Dundas 2002، صفحة 106.
38. ↑  Laidlaw 1995، صفحات 156–157.
39. ↑  Laidlaw 1995، صفحات 167–170.
40. ↑  Sangave 1980، صفحة 260.
41. ↑  Jain، Prof. Pushpendra K. (2000). "الكود الغذائي بين الجاينيين". International Vegetarian Union. اطلع عليه بتاريخ 2023-10-06. الفطر والفطريات غير مستخدمة بين عائلات الجاينيين لأنها تنمو في ظروف غير صحية وتُعتبر طفيليات.
42. ↑  Hemacandra: Yogashastra 3.37
43. ↑  Laidlaw 1995، صفحات 166–167.
44. ↑  Vijay K. Jain 2012، صفحة 86.
45. ↑  "Mahavir Jayanti 2015: The importance of a Satvik meal"، إن دي تي في، 2 أبريل 2015، مؤرشف من الأصل في 4 أبريل 2016
46. ↑  Vijay K. Jain 2012، صفحة 45.
47. ↑  "Catering to Jain palate". الصحيفة الهندوسية. 30 يونيو 2004. مؤرشف من الأصل في 2004-11-21. اطلع عليه بتاريخ 2010-05-05.
48. ↑  "A royal treat in Chandni Chowk"، Hinduonnet.com، 7 نوفمبر 2002، مؤرشف من الأصل في 2003-03-01{{استشهاد}}:  صيانة الاستشهاد: مسار غير صالح (link)
49. ↑  "Air Travel Vegetarian Style". Happycow.net. اطلع عليه بتاريخ 2010-05-05.
50. ↑  "Dietary requirements". Emirates.com. اطلع عليه بتاريخ 2020-02-08.
51. ↑  Goyal 1987، صفحات 83–85.
52. ↑  Chatterjee 2000، صفحة 14.
53. ↑  Dundas 2002، صفحات 19, 30.
54. 1 2  Tähtinen 1976، صفحة 132.
55. ↑  Dundas 2002، صفحة 30.
56. ↑  Chatterjee 2000، صفحة 15.
57. ↑  Acaranga Sutra 2.15
58. ↑  Chatterjee 2000، صفحات 20–21.
59. ↑  Sthananga Sutra 266
60. ↑  Goyal 1987، صفحات 83–84.
61. ↑  Goyal 1987، صفحة 103.
62. ↑  Dundas 2002، صفحة 234.
63. ↑  Dundas 2002، صفحة 241.
64. ↑  Wiley 2006، صفحة 448.
65. ↑  Granoff 1992، صفحات 1–43.
66. ↑  Tähtinen 1976، صفحات 8–9.
67. ↑  Tiruvaḷḷuvar 2000.
68. ↑  Bombay Samachar, Mumbai:10 Dec, 1904

### Sources
- Alsdorf، Ludwig (1962)، Beiträge zur Geschichte von Vegetarismus und Rinderverehrung in Indien، فيسبادن
- Chatterjee، Asim Kumar (2000)، A comprehensive history of Jainism (ط. 2nd rev.)، نيودلهي: Munshiram Manoharlal Publishers، ج. 1، ISBN:81-215-0931-9
- Dundas، Paul (2002) [1992]، The Jains (ط. Second)، لندن and نيويورك: روتليدج (دار نشر)، ISBN:0-415-26605-X، مؤرشف من الأصل في 2024-12-26
- Granoff، Phyllis (1992)، "The Violence of Non-Violence: A Study of Some Jain Responses to Non-Jain Religious Practices"، Journal of the International Association of Buddhist Studies، ج. 15
- Goyal، Śrīrāma (1987)، A history of Indian Buddhism، ميروت: Kusumanjali Prakashan
- Jain، Champat Rai (1917)، The Practical Path، The Central Jaina Publishing House، مؤرشف من الأصل في 2023-10-29 تتضمّنُ هذه المقالة نصوصًا مأخوذة من هذا المصدر، وهي في الملكية العامة.
- Jain، Jagdishchandra (1984)، Life in Ancient India as Depicted in the Jain Canon and Commentaries (ط. 2nd)، نيودلهي{{استشهاد}}:  صيانة الاستشهاد: مكان بدون ناشر (link)
- Jain، Vijay K. (2012)، Acharya Amritchandra's Purushartha Siddhyupaya: Realization of the Pure Self, With Hindi and English Translation، Vikalp Printers، ISBN:978-81-903639-4-5، مؤرشف من الأصل في 2023-03-06  تتضمّنُ هذه المقالة نصوصًا مأخوذة من هذا المصدر، وهي في الملكية العامة.
- Jindal، K.B. (1988)، An epitome of Jainism، نيودلهي{{استشهاد}}:  صيانة الاستشهاد: مكان بدون ناشر (link)
- Laidlaw، James (1995)، Riches and Renunciation. Religion, economy, and society among the Jains، أكسفورد
- Lodha، R.M. (1990)، Conservation of Vegetation and Jain Philosophy, in: Medieval Jainism: Culture and Environment، نيودلهي{{استشهاد}}:  صيانة الاستشهاد: مكان بدون ناشر (link)
- Sangave، Vilas Adinath (1980)، Jaina Community (ط. 2nd)، مومباي: Popular Prakashan، ISBN:978-0-317-12346-3، مؤرشف من الأصل في 2023-06-01
- Shah، Natubhai (2004) [First published in 1998]، Jainism: The World of Conquerors، Motilal Banarsidass، ج. I، ISBN:81-208-1938-1، مؤرشف من الأصل في 2023-07-18
- Tähtinen، Unto (1976)، Ahimsa. Non-Violence in Indian Tradition، لندن{{استشهاد}}:  صيانة الاستشهاد: مكان بدون ناشر (link)
- Tiruvaḷḷuvar (2000)، Tirukkuṟaḷ (Tirukural : ethical masterpiece of the Tamil people)، trans. Satguru Sivaya Subramuniyaswami، نيودلهي: Abhinav Publications، ISBN:81-7017-390-6
- Wiley، Kristi L. (2006)، Flügel، Peter (المحرر)، Ahimsa and Compassion in Jainism, in Studies in Jaina History and Culture، لندن{{استشهاد}}:  صيانة الاستشهاد: مكان بدون ناشر (link)

## روابط خارجية
- قائمة الأطعمة غير الجاينية